# 권맹손
권맹손(權孟孫, 1390년 ∼ 1456년)은 조선의 문신이다. 조선국 형조참의 등을 지냈다.
본관은 예천(醴泉). 자는 효백(孝伯), 호는 송당(松堂)이다. 증조부는 권흔섬(權昕暹)이고, 할아버지는 권군보(權君保)이며, 아버지는 목사 권상(權詳), 어머니는 임경종(任敬宗)의 딸이다.

## 생애
1408년(태종 8) 식년 문과에 을과로 급제하였고, 1427년(세종 9)에도 문과 중시에 을과로 급제하였다. 검열을 시작으로 1418년(태종 18) 헌납이 되었다. 1419년 병조정랑으로 경차관(敬差官)의 임무를 띠고 제장(諸將)과 선박들의 운용을 감독하였다.
이어 1421년 사헌부 장령이 되었다. 1422년 강원도와 평안도에 기근이 들어 굶어죽는 자가 많이 생기자 의정부사인으로서 강원도에 파견되어 백성을 구휼하였다. 1425년 강원도찰방으로 나갔다.
1430년에 우사간, 이듬해 동부대언(同副代言), 1434년 좌승지, 1437년 형조참의, 1441년 중추원부사(中樞院副使), 1442년 경상도관찰사를 거쳐 동지중추원사·한성부윤·공조참판 등을 지냈다. 세종대왕 때는 아악 정리사업에 심혈을 기울여, 음악가 박연(朴堧)의 의견을 따라 악장사업에 적극 협력하였다.
1450년(문종 즉위년) 이조판서로서 의창제도의 근본적인 모순과 운영의 불합리를 날카롭게 지적하는 한편, 관리들의 부정·부패·비리를 엄격하게 척결, 추방할 것을 건의하였다.
그 뒤 중추원사(中樞院使)를 역임하였으며 단종 임금의 섭정승이던 김종서 좌의정의 총애를 받았다. 시호는 제평(齊平)이다.